# Station Nimy
Station Nimy is een spoorwegstation langs spoorlijn 118 (Bergen - La Louvière) in Nimy, een deelgemeente van de stad Bergen. Het is nu een stopplaats. Er is een gratis fietsstalling.

## Treindienst
| Serie       | Treinsoort          | Route | Bijzonderheden                                             |
| ----------- | ------------------- | --- | ---------------------------------------------------------- |
| L 4450      | L-trein (NMBS)      | La Louvière-Zuid – Nimy – Bergen | Rijdt in het weekend 1×/2 uur en stopt dan niet in Obourg. |
| P 7770/8770 | Piekuurtrein (NMBS) | [ Manage – [ Luttre ] / [ Nimy – Bergen – Quévy ] / [ 's-Gravenbrakel ] ] / [ La Louvière-Zuid – [ Nimy – Bergen ] / [ Luttre ] / [ Charleroi-Centraal ] ] | Rijdt alleen op werkdagen.                                 |

## Reizigerstellingen
De grafiek en tabel geven het gemiddeld aantal instappende reizigers weer op een week-, zater- en zondag.
| Tabel: aantal instappende reizigers station Nimy | Tabel: aantal instappende reizigers station Nimy | Tabel: aantal instappende reizigers station Nimy | Tabel: aantal instappende reizigers station Nimy |
|                                                  | Weekdag                                          | Zaterdag                                         | Zondag                                           |
| ------------------------------------------------ | ------------------------------------------------ | ------------------------------------------------ | ------------------------------------------------ |
| 1977                                             | 102                                              | 22                                               | 3                                                |
| 1978                                             | 143                                              | 17                                               | 9                                                |
| 1979                                             | 127                                              | 26                                               | 18                                               |
| 1980                                             | 131                                              | 32                                               | 25                                               |
| 1981                                             | 93                                               | 20                                               | 5                                                |
| 1982                                             | 111                                              | 19                                               | 20                                               |
| 1983                                             | 92                                               | 20                                               | 28                                               |
| 1984                                             | 116                                              | 18                                               | 10                                               |
| 1985                                             | 119                                              | 16                                               | 22                                               |
| 1986                                             | 105                                              | 23                                               | 6                                                |
| 1987                                             | 139                                              | 25                                               | 17                                               |
| 1988                                             | 130                                              | 32                                               | 38                                               |
| 1989                                             | 96                                               | 29                                               | 23                                               |
| 1990                                             | 103                                              | 33                                               | 35                                               |
| 1991                                             | 113                                              | 39                                               | 16                                               |
| 1992                                             | 162                                              | 36                                               | 37                                               |
| 1993                                             | 127                                              | 43                                               | 48                                               |
| 1994                                             | 91                                               | 15                                               | 18                                               |
| 1995                                             | 123                                              | 9                                                | 14                                               |
| 1996                                             | 137                                              | 3                                                | 7                                                |
| 1997                                             | 132                                              | 5                                                | 8                                                |
| 1998                                             | 106                                              | 10                                               | 12                                               |
| 1999                                             | 105                                              | 16                                               | 8                                                |
| 2000                                             | 87                                               | 14                                               | 10                                               |
| 2001                                             | 90                                               | 10                                               | 6                                                |
| 2002                                             | 89                                               | 13                                               | 4                                                |
| 2003                                             | 135                                              | 10                                               | 6                                                |
| 2004                                             | 105                                              | 14                                               | 8                                                |
| 2005                                             | 175                                              | 9                                                | 15                                               |
| 2006                                             | 163                                              | 6                                                | 8                                                |
| 2007                                             | 130                                              | 11                                               | 5                                                |
| 2008                                             | -                                                | -                                                | -                                                |
| 2009                                             | 115                                              | 12                                               | 8                                                |
| 2010                                             | -                                                | -                                                | -                                                |
| 2011                                             | -                                                | -                                                | -                                                |
| 2012                                             | 114                                              | 13                                               | 9                                                |
| 2013                                             | 112                                              | 13                                               | 10                                               |
| 2014                                             | 106                                              | 24                                               | 10                                               |
| 2015                                             | 86                                               | 21                                               | 17                                               |
| 2016                                             | 72                                               | 13                                               | 17                                               |
| 2017                                             | 81                                               | 12                                               | 4                                                |
| 2018                                             | 66                                               | 16                                               | 8                                                |
| 2019                                             | 88                                               | 11                                               | 14                                               |
| 2020                                             | 67                                               | 30                                               | 18                                               |
| 2021                                             | -                                                | -                                                | -                                                |
| 2022                                             | 153                                              | 32                                               | 50                                               |
| 2023                                             | 112                                              | 47                                               | 36                                               |
| 2024                                             | 108                                              | 17                                               | 35                                               |

La Louvière-Centrum ·
2,4: Bois-du-Luc ·
4,2: Bracquegnies ·
6,2: Thieu ·
9,1: Havré ·
12,1: Obourg ·
16,6: Nimy ·
18,8: Bergen